# Take Me Out to the Ball Game (canção)
"Take Me Out to the Ball Game" é uma canção de 1908 do estilo Tin Pan Alley com letra de Jack Norworth e música de Albert Von Tilzer que se tornou o hino não oficial do beisebol  norte-americano, embora nenhum dos autores tenham ido a um jogo até escreverem a canção. O refrão da música é tradicionalmente cantado durante o meio da sétima  entrada de um jogo de beisebol. Os fãs são geralmente encorajados a cantar, e em alguns estádios, as palavras "home team" (time da casa) são substituídas pelo nome do time.

## História da canção
Jack Norworth, enquanto andava de metrô em  Nova Iorque, foi inspirado por um cartaz em que se lia "Baseball Today – Polo Grounds". Na canção, o namorado de Katie (mais tarde Nelly) liga para ela para a convidar a irem a um show. Ela aceita o encontro, mas apenas se o pretendente levá-la a um jogo de beisebol. A letra foi adaptada para a composição de Albert Von Tilzer. (Norworth e Von Tilzer finalmente viram seus primeiros jogos na Major League Baseball 32 e 20 anos mais tarde, respectivamente). A canção foi primeiramente cantada pela então esposa de Norworth, Nora Bayes e popularizada por muitos outros do gênero Vaudeville. Foi tocada em um estádio pela primeira vez conhecida em 1934, em um jogo colegial em Los Angeles; foi tocada mais tarde naquele mesmo ano durante a World Series de 1934.
Norworth escreveu uma versão alternativa da canção em 1927. (Norworth e Bayes eram famosos por escrever e cantar sucessos como "Shine On, Harvest Moon".) Com a venda de muitos discos, partituras e rolos de piano, a canção se tornou uma das mais  populares de 1908. O grupo The Haydn Quartet, liderado pelo tenor popular Harry MacDonough, gravou uma versão de muito sucesso pela gravadora  Victor Records.
A mais famosa gravação da canção é creditada a "Billy Murray and the Haydn Quartet", embora Murray não cantasse na faixa. A confusão, no entanto, é tão profunda  que, quando "Take Me Out to the Ball Game" foi escolhida pela National Endowment for the Arts e pela Recording Industry Association of America como uma das 25 maiores "Canções do Século", a canção foi creditada a Billy Murray, sugerindo que sua versão tenha recebido a maioria dos votos entre as canções da década de 1910. A primeira versão gravada foi a de   Edward Meeker. A gravação de Meeker foi escolhida em 2010 pela Biblioteca do Congresso para se somar ao Registro Nacional de Gravações, que seleciona gravações anualmente que são "culturalmente, históricamente ou esteticamente significante".

## Letra
Abaixo a letra da versão de 1908, que não está mais sob direitos autorais.
Katie Casey was baseball mad,

Had the fever and had it bad.

Just to root for the home town crew,

Ev'ry sou1

Katie blew.

On a Saturday her young beau

Called to see if she'd like to go

To see a show, but Miss Kate said "No,

I'll tell you what you can do:"

Refrão

Take me out to the ball game,

Take me out with the crowd;

Buy me some peanuts and Cracker Jack,

I don't care if I never get back.

Let me root, root, root for the home team,

If they don't win, it's a shame.

For it's one, two, three strikes, you're out,

At the old ball game.

Katie Casey saw all the games,

Knew the players by their first names.

Told the umpire he was wrong,

All along,

Good and strong.

When the score was just two to two,

Katie Casey knew what to do,

Just to cheer up the boys she knew,

She made the gang sing this song:
- Letra original, cantada por Edward Meeker, gravada em 1908 em um cilindro fonográfico
- Letra da versão de 1927

1 O termo "soldo", uma moeda de origem francesa, era a gíria comum da época para moeda de baixo valor. Em francês a expressão 'sans le sou' significa "sem tostão". Na versão de Carly Simon, produzida para o documentário de 1994 de Ken Burns,  Baseball, se lê "Ev'ry cent/Katie spent".
Embora não indicado na letra, o refrão é normalmente cantado com uma pausa no meio da palavra "Cracker", dando a 'Cracker Jack' a pronúncia "Crac---ker Jack". Também existe uma pausa notável entre a primeira e segunda palavras "root".

## Gravações da canção
A canção (ou ao menos seu refrão) foi regravada inúmeras vezes nos últimos 100 anos desde que foi escrita. A música original de 1908 bem como sua letra estão agora sob domínio público nos Estados Unidos e Reino Unido. Tem sido usada como tema instrumental ou introdução de muitos filmes e esquetes que tenham o beisebol como temática.
O primeiro verso da versão de 1927 é cantada por Gene Kelly e Frank Sinatra no começo do  musical da Metro-Goldwyn-Mayer,  Take Me Out to the Ball Game (1949).
No começo até o meio dos anos 80, o Kidsongs Kids gravou uma versão diferente da canção para "A Day at Old MacDonald's Farm.
Na metade dos anos 1990, uma campanha da Major League Baseball apresentava versões da canção com performances de músicos de diferentes gêneros. Uma versão em rock alternativo pelo grupo Goo Goo Dolls foi também gravada. O cantor/compositor de Louisiana, Dr. John e a cantora pop Carly Simon gravaram diferentes versões da canção para o documentário da  PBS, Baseball, produzido por Ken Burns.
Em 2001, a Nike teve um comercial apresentando um grupo de jogadores da Major League Baseball cantando a canção em suas línguas nativas. Os jogadores e as respectivas linguagens foram Ken Griffey Jr. (inglês americano), Alex Rodriguez (espanhol caribenho), Chan Ho Park (coreano), Kazuhiro Sasaki (japonês), Graeme Lloyd (inglês australiano), Éric Gagné (francês do Quebeque), Andruw Jones (holandês), John Franco (italiano), Iván Rodríguez (espanhol caribenho) e Mark McGwire (inglês americano).

## A canção na cultura popular
A canção icônica tem sido usada na cultura popular de muitas maneiras.
No filme dos Irmãos Marx de 1935, Uma Noite na Ópera, em um uso pouco comum da canção, o compositor Herbert Stothart fez um arranjo para uma orquestra de fosso da abertura de Il trovatore usando o refrão de "Take Me Out to the Ball Game".
No filme de 1948 The Babe Ruth Story a canção é usada como um dos temas de Babe Ruth.
Em 1955, um episódio de I Love Lucy o astro convidado, Harpo Marx, apresentou uma versão em harpa da canção.
Uma versão é ouvida durante os créditos finais do filme de 1978 The Bad News Bears Go To Japan. O primeiro verso é cantado por crianças japonesas e mais tarde acompanhadas por cantores americanos.
Em 1988, no 80º aniversãrio da canção e 100ª aniversário do poema "Casey at the Bat", o escritor da Sports Illustrated, Frank Deford, escreveu uma estória (mais tarde expandida para o livro Casey on the Loose) que colocava Katie Casey como sendo a filha do rebatedor do título.
Em 1994, a estação de rádio WJMP, transmitindo de  Akron, Ohio, tocou a canção continuamente durante a greve dos jogadores da Major League Baseball de 1994 como protesto.
Em 1995 a série de TV  ER, no sétimo episódio da 2ª temporada "Hell and High Water", mostrou o personagem Doug Ross que diz a uma criança para ficar cantando a canção para se manter consciente.
No livro infantil de 2001 "Take Me Out of the Bathtub and other Silly Dilly Songs" de Alan Katz e David Catrow, com paródias de canções bem conhecidas. Neste caso, o refrão ficou: "I used one, two, three bars of soap. Take me out...I'm clean!".
Em 2006, Jim Burke escreveu e ilustrou o livro infantil "Take Me Out To The Ballgame".
Em 2006, a Gatorade usou uma versão instrumental de "Take Me Out to the Ballgame" em um comercial com imagens do Seleção de Futebol dos Estados Unidos fechando com a inscrição "É um jogo todo novo."
Em 2008, Andy Strasberg, Bob Thompson e Tim Wiles (do Hall of Fame do beisebol) escreveu um livro sobre a história da canção, Baseball's Greatest Hit: The Story of 'Take Me Out to the Ball Game'. O livro, publicado pela Hal Leonard Books, incluía um CD com 16 diferentes gravações da canção em várias épocas, variando da gravação de 1908 de Fred Lambert até uma regravação de Harry Caray.
A NHL usou a canção para promover o 2009 NHL Winter Classic entre o Chicago Blackhawks e o Detroit Red Wings que aconteceu no Wrigley Field no Dia de Ano Novo, 2009. Na época, foi a primeira vez que um Winter Classic aconteceu em estádio de beisebol.
Na série de TV Homeland - Segurança Nacional, Nicholas Brody ensina a canção a Issa Nazir para o ajudar a aprender inglês.
Em 13 de março de 2015, a canção "Take Me Out to the Ball Game" foi adotada como "música de partida" pelos trens da Linha Namboku na Estação Kōrakuen em Tóquio, Japão. O beisebol é um esporte muito popular no Japão e a Estação Korakuen é uma das mais próximas estações do estádio de beisebol Tokyo Dome.
Partes instrumentais de "Take Me Out To The Ball Game" podem ser ouvidas como música de fundo no filme de 1932 de Joe E. Brown, Fireman, Save My Child.
Em 1985, foi apresentada no Kidsongs "A Day at Old MacDonald's Farm", que mostra crianças jogando beisebol. Também, Kirk Gibson do  Detroit Tigers é visto rebatendo um home run durante a World Series de 1984.
Foi cantada em dois episódios de Barney & Friends.
O episódio de Sam & Cat com o título de "#MagicATM" apresentava o refrão, mas com letra modificada e sem sentido que começava com "Take me down to the basement, fill the buckets with cheese."
Em outubro de 2016, o ator de Os Caça-Fantasmas, Bill Murray imitou o personagem Patolino enquanto cantava o refrão de 'Take Me Out To The Ball Game' durante o jogo 3 da World Series, acontecido no Wrigley Field. Vencedor do 66º  Globo de Ouro, Murray, vestido com o uniforme do Chicago Cubs, time do qual é torcedor disse: "É a parte baixa da sétima (entrada), a última chance de pedir  cerveja. Mas não viemos aqui para beber cerveja, nós viemos aqui para ganhar este jogo!!!'. "Para cantar a letra correta, "take me out with the crowd," você precisa cantar como nosso grande animador Americano, Sr. Patolino" gritou ele ao microfone. Antes de concluir sua apresentação com uma rápida citação "Vamos conseguir algumas corridas, otários!" gritou ele. O Cubs perdeu o jogo 3 , mas venceu a World Series de 2016, batendo o Cleveland Indians no jogo sete.

## Gravações
- Take me out to the ball game